# Fâneața cu narcise Zervești
Fâneața cu narcise Zervești este o arie protejată de interes național ce corespunde categoriei a IV-a IUCN (rezervație naturală de tip botanic), situată în județul Caraș-Severin, pe teritoriul administrativ al comunei Turnu Ruieni.
Rezervația naturală cu o suprafață de 40 ha, aflată în partea sudică a satului Zervești, a fost declarată arie protejată prin Legea Nr.5 din 6 martie 2000 (privind aprobarea Planului de amenajare a teritoriului național - Secțiunea a III-a zone protejate) și reprezintă o zonă colinară cu fânețe, unde vegetează o specie floristică de narcisă, din genul Narcissus stellaris.